# Рајко Радовић
Рајко Радовић (Бања Лука, 1923) југословенски и српски је вајар.

## Биографија
Рођен је 1923. године у Бањој Луци. Дипломирао је на Академији ликовних уметности у Београду 1959. године.
Први пут је излагао 1954. године. Самосталне је изложбе имао у Београду. Учествовао је на групним изложбама Удружења ликовних уметника Србије и „Скулптуре у слободном простору“ у Београду и остало.

## Стваралаштво
- Споменик „Крила галебова“, Подгора 1962.